# Maurice Sendak
Maurice Bernard Sendak (New York, 10 giugno 1928 – Danbury, 8 maggio 2012) è stato uno scrittore e illustratore statunitense.
La sua opera più famosa è Nel paese dei mostri selvaggi, pubblicato nel 1963.
I principali libri di Maurice Sendak sono stati tradotti e pubblicati in Italia dalle Emme Edizioni e ripresi, in anni recenti, da Babalibri e Adelphi. Nel 1987 il Salon du Livre de Mantreuil dedicò all'artista un'esposizione, Autour de Maurice Sendak, a cura di Michèle Cochet e Paola Vassalli. Questa esposizione è stata presentata anche a Bologna e a Roma l'anno successivo.

## Biografia
Maurice Bernard Sendak nacque a Brooklyn, New York, da genitori ebrei polacchi, Sarah Schindler e Philip Sendak, un sarto. Era il più giovane di tre figli, preceduto dal fratello Jack e dalla sorella Natalie. Nel documentario "Tell Them Anything You Want: A Portrait of Maurice Sendak", viene ricordato quanto spesso i suoi genitori gli ricordassero che la sua nascita non era stata pianificata, poiché non avrebbero potuto permettersi di mantenere tre figli.
Da bambino, a causa di problemi cardiaci che spesso lo confinavano a letto, sviluppò una passione per la lettura. Decise di diventare illustratore dopo aver visto il film Disney "Fantasia" all'età di dodici anni.Studiò alla Art Students League.
Una delle sue prime commissioni professionali fu decorare le vetrine del negozio di giocattoli FAO Schwarz.
Le sue illustrazioni furono pubblicate per la prima volta nel 1947 in un libro scolastico di Maxwell Leigh Eidinoff. Negli anni '50, illustrò molti libri per bambini di altri autori prima di iniziare a scrivere le proprie storie.
Ottenne riconoscimenti internazionali grazie all’opera "Where the Wild Things Are", pubblicata da Ursula Nordstrom presso la casa editrice americana Harper & Row, oggi conosciuta come HarperCollins.
In seguito, collaborò con Isaac Bashevis Singer, illustrando il libro "Zlateh the Goat and Other Stories", pubblicato per la prima volta nel 1966 e premiato con un Newbery Honor.
Nel 1970 pubblicò il libro "In the Night Kitchen", spesso oggetto di censura per la presenza di un bambino ritratto nudo, inserito regolarmente nell'elenco dei "libri spesso contestati e vietati" dell'American Library Association. Nello stesso anno vinse il Premio Hans Christian Andersen.
Nel 1981 pubblicò "Outside Over There" e l’anno successivo ricevette il National Book Award.
Sendak fu uno dei primi membri del National Board of Advisors del "Children's Television Workshop" durante lo sviluppo della serie televisiva Sesame Street. Adattò il suo libro "Bumble Ardy" in una sequenza animata per la serie, con Jim Henson come voce di Bumble Ardy.
Scrisse e progettò altre tre storie animate: "Seven Monsters" (che non è mai andato in onda), "Up & Down" e "Broom Adventures".
Sendak collaborò anche a programmi come Sesame Street e realizzò scenografie per opere come "Il flauto magico", "Hänsel e Gretel" e "Lo Schiaccianoci". Produsse una serie televisiva animata basata sul suo lavoro intitolata "Really Rosie", con la voce di Carole King, trasmessa nel 1975.
Nel 1993 pubblicò il libro illustrato "We Are All in the Dump with Jack and Guy". Successivamente, lavorò con il drammaturgo Tony Kushner per scrivere una nuova versione inglese dell'opera sull'Olocausto per bambini del compositore ceco Hans Krása, "Brundibár".
Morì l'8 maggio 2012, all'età di 83 anni, a Danbury, Connecticut, presso il Danbury Hospital, per le complicazioni di un ictus.

## Where the Wild Things Are

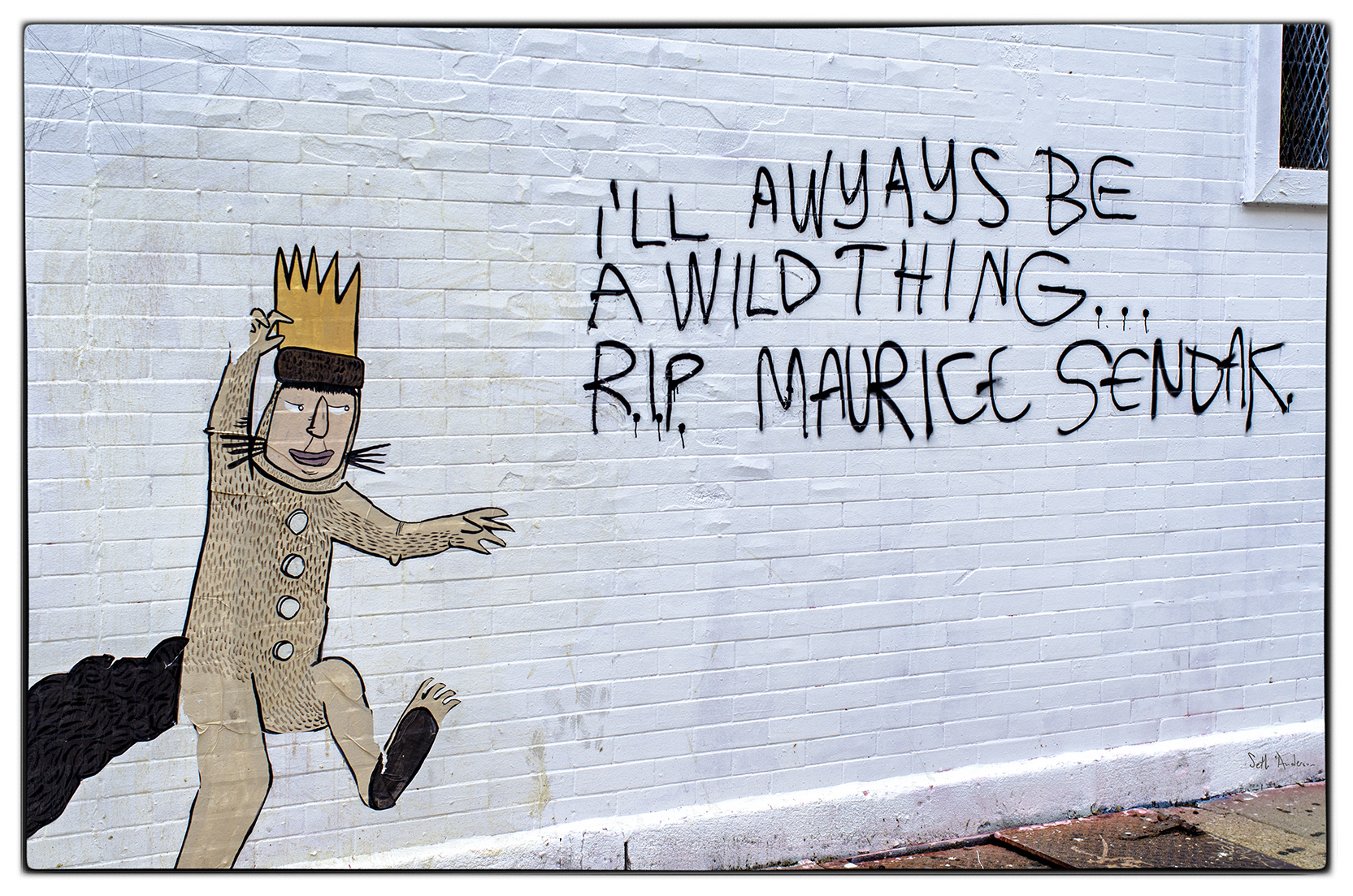
Un murale in onore di Maurice Sendak

Nel 1956, Sendak pubblicò il suo primo libro senza collaborazioni, "Kenny’s Window". Il suo progetto successivo fu "Nel paese dei mostri selvaggi". La storia racconta di un bambino che, dopo essere stato messo in castigo nella sua stanza per aver fatto i capricci, decide di scappare verso un luogo immaginario. Inizialmente intitolato "Nel paese dei cavalli selvaggi" ("Where the Wild Horses Are" in originale), Sendak cambiò poi i cavalli selvaggi con le più ambigue "Wild Things" (Cose selvagge, termine che perde ambiguità nella traduzione italiana). Il termine "Wild Things" prende spunto dall'espressione yiddish "Vildechaya", usata per indicare i bambini chiassosi. I mostri si ispirano anche agli atteggiamenti bizzarri dei parenti di Sendak, richiamando la tradizione yiddish.

Pubblicato nel 1963, "Nel paese dei mostri selvaggi" fu accolto positivamente da critica e pubblico, ricevendo la "Caldecott Medal" per il miglior libro illustrato americano dell'anno. Alcuni gruppi di genitori criticarono la storia, trovando inaccettabile che un bambino urlasse contro la propria madre e scappasse di casa, mentre altri ne lodarono l'insegnamento positivo: trasformando in maniera produttiva la sua rabbia, Max diventa di fatto una figura autorevole nei confronti dei mostri. Tuttavia, nel corso degli anni, Sendak non ha mai commentato le varie interpretazioni.
Quando Sendak vide un manoscritto di "Zlateh la capra e altre storie", una raccolta di fiabe ebraiche di Isaac Bashevis Singer, sulla scrivania di un redattore alla Harper & Row, si offrì di illustrarlo. Il libro, pubblicato nel 1966, ricevette un Newbery Honor. Sendak fu entusiasta della collaborazione e affermò che i suoi genitori furono impressionati da lui solo dopo questa esperienza. Successivamente, illustrò anche la serie di libri "Storie di Orsacchiotto" di Else Holmelund Minarik.

## In the Night Kitchen
"Luca, la luna e il latte", pubblicato per la prima volta nel 1970, è stato soggetto a diverse censure a causa del piccolo protagonista della storia che appare nudo per gran parte della narrazione. Il libro fu contestato in diversi stati americani, tra cui Illinois, New Jersey, Minnesota e Texas. La scelta di disegnare cuochi con baffi alla Hitler e il fatto che tentino di cucinare il protagonista nel forno suscitarono scandalo. Per Sendak, questi elementi erano riferimenti all'Olocausto, un evento storico a cui l'autore, di origine ebraica, era particolarmente legato. "Luca, la luna e il latte" è tuttora presente nella lista dei libri contestati o banditi dalla American Library Association, posizionandosi al ventunesimo posto nella lista dei "100 libri più contestati degli anni novanta".

## Vita privata
Nel settembre 2008, in un articolo apparso sul The New York Times, quotidiano americano, Sendak ha dichiarato di essere omosessuale e di aver vissuto con il suo compagno, lo psicoanalista Eugene Glynn, per cinquant'anni, fino alla morte di quest'ultimo nel maggio 2007. Sendak aveva sempre mantenuto il silenzio sulla sua relazione per paura di compromettere la sua carriera come scrittore per l'infanzia. L'autore ha rivelato di non averlo mai detto ai suoi genitori, spiegando: «Tutto quello che volevo era essere eterosessuale in modo che i miei genitori fossero felici. Non lo seppero mai, mai, mai». La relazione con Glynn era stata menzionata da altri scrittori in passato, come Tony Kushner nel 2003.

## Influenze
Tra le personalità che hanno influenzato Sendak figurano William Blake, Herman Melville, Antoine Watteau, Francisco Goya, Mozart, Emily Dickinson e il film animato "Fantasia". In un'intervista alla PBS, ha spiegato che Emily Dickinson lo ha aiutato a rimanere sano di mente nel corso degli anni: «Leggo spesso le sue poesie. È così coraggiosa, così forte. È una sexy, appassionata, piccola donna. E mi sento meglio». Parlando di Mozart, ha detto: «Quando sento Mozart, entro in contatto con qualcosa che non riesco a spiegare. [...] Non ne ho bisogno. So che se esiste uno scopo nella vita, per me è quello di essere riuscito ad ascoltare Mozart».
Sendak ha a sua volta influenzato intere generazioni di scrittori e illustratori, tra cui Jodi Picoult e Gregory Maguire, autore del romanzo "Wicked", che è stato poi adattato nell'omonimo musical teatrale del 2003.

## Premi e riconoscimenti
- Medaglia Caldecott: vincitore nel 1964, finalista nel 1954, 1959, 1960, 1962, 1963, 1971 e 1982
- Premio Hans Christian Andersen: 1970
- National Book Award: 1982
- Laura Ingalls Wilder Medal: 1983
- National Medal of Arts: 1996[14]
- Astrid Lindgren Memorial Award: 2003

## Opere
- Kenny's Window (1956)
- Very Far Away (1957)
- Father Bear comes Home (Else Holmelund per il testo ; Maurice Sendak per le illustrazioni) (1959)
- The Sign On Rosie's Door (1960)
- The Nutshell Library (1962)
- Rice (A Book of Months)
- Alligators All Around (An Alphabet)
- One (A Counting Book)
- Nel paese dei mostri selvaggi (1963)
- Higglety Pigglety Pop!, Or: There Must be More to Life (1967)
- Luca, la luna e il latte (1970)
- Ten Little Rabbits: A Counting Book With Mino The Magician (1970)
- Some Swell Pup or Are You Sure You Want a Dog? (scritto con Matthew Margolis) (1976)
- Seven Little Monsters (1977)
- Fantasy Sketches (1981)
- Outside Over There (1981)
- Hector Protector and As I Went Over the Water: Two Nursery Rhymes (1983)
- Caldecott and Co: Notes on Books and Pictures (1988)
- Sing a Song of Popcorn: Every Child's Book of Poems (1988)
- The Big Book for Peace (1990)
- We Are All in the Dumps with Jack and Guy: Two Nursery Rhymes with Pictures (1993)
- Maurice Sendak's Christmas Mystery (1995)
- The Emperor's New Clothes: An All-Star Illustrated Retelling of the Classic Fairy Tale (1998)
- Oz: The Hundredth Anniversary Celebration (2000)
- Mommy? (2006)

## Filmografia
- Nel paese dei mostri selvaggi (1973)
- Nel paese delle creature selvagge (2009)
- Tell Them Anything You Want: A Portrait of Maurice Sendak[15] (2009)
- Higglety Pigglety Pop! or There Must Be More to Life (2010)[16]